# هربرت ماتاره
هربرت ماتاره (آلمانی: Herbert Mataré؛ ۲۲ سپتامبر ۱۹۱۲ – ۲ سپتامبر ۲۰۱۱) فیزیک‌دان، و استاد دانشگاه اهل آلمان بود. بیشتر وقت خود را در زمینه مطالعه نیم‌رسانا سپری کرد.
وی در دانشگاه فنی آخن و دانشگاه ژنو تحصیل کرده است. او هنگامی که دریافت کوچک‌سازی لامپ خلا دارای محدودیت‌های فنی هست تصمیم به جایگزین کردن مدارهای حالت جامد با لامپ خلا کرد. او سرانجام با همکارش هاینریش ولکر به طور مستقل از دانشمندان آمریکایی به نمونه‌ای از ترانزیستور دست پیدا کردند. در ادامه در سال‌های ۱۹۵۱-۵۲ وی نخستین شرکت تولید دیود و ترانزیستور را راه‌اندازی کرد.